# Tamanredjo
Tamanredjo is een plaats en ressort van het Surinaamse district Commewijne op enkele kilometer afstand van Paramaribo. De Oost-Westverbinding loopt door het dorp. Tamanredjo kent de laatste grote benzinepomp voor Moengo.

## Bevolking
Het gelijknamige ressort telde in 2012, bij de laatste Surinaamse volkstelling, 6.601 inwoners. De bevolking bestond oorspronkelijk bijna uitsluitend uit Javanen en zij vormen met 3.664 leden (56% van het totaal) nog altijd de meerderheid. Het waren oorspronkelijk bijna allemaal westbiddende moslims. Tegenwoordig lijkt het dorp echter een christelijke meerderheid te hebben, naast tevens een aanzienlijke gemeenschap oostbidders. Naast Javanen wonen er ook Hindoestanen (17%), mensen van gemengde afkomst (13%), Creolen (7%) en Marrons (4%) in het ressort Tamanredjo.

## Bloedbad van Tamanredjo
Tussen 3:00 en 3:30 uur, in de vroege ochtend van 20 maart 1987, werd Tamanredjo opgeschrikt met geweerschoten. In de nasleep werd duidelijk dat zeven mensen om het leven waren gebracht: vier burgers en drie politieagenten. De daders en de opdrachtgever zijn niet achterhaald. Mogelijk vormden de onderzoeken van de agenten de aanleiding voor de brute moordpartij.